# Max de Esteban
Max de Esteban (* 1959 in Barcelona) ist ein spanischer Fotokünstler. Er lebte und arbeitete in Palo Alto, New York, Madrid und London. 2009 eröffnete er sein erstes festes Studio in Barcelona.

## Biografie
De Esteban hat ein Diplom in Ingenieurwissenschaft an der Universität Politécnica de Cataluña in Barcelona absolviert, einen Master of Science an der Stanford University in Kalifornien sowie einen Doktor der Wirtschaftsphilosophie an der Ramon Llull Universität in Barcelona. Er ist ein erfolgreicher Teilnehmer des Fulbright Alumni Stipendien-Programms. De Estebans künstlerische Arbeiten unterscheiden sich in zwei klar voneinander getrennte Serien: Elegies of Manumission (Elegien der Freilassung) und Propositions (Thesen, Denkansätze).

## Werke

### „Elegies of Manumission“
Die Elegien, die in drei Teilen zwischen 2010 und 2011 entstanden sind, werfen durch symbolische Porträts soziale und politische Fragen auf. Durch die hohe Handwerkskunst und eine außergewöhnliche Gestaltung ergeben sich Geschichten jenseits der Geschichte und verschieben sich die Grenzen zeitgenössischer Porträtfotografie.

### „Propositions“
Propositions, begonnen 2011, beschäftigt sich anhand von Fotografie und Video mit der Gegenwartskunst und politischen Themen. In Proposition One geht es um mechanische Geräte, die, obwohl voll funktionsfähig, inzwischen als überholt gelten (Filmprojektor, Musikkassette etc.). Die Überlagerung mehrerer Aufnahmen vom Innenleben der Geräte präsentiert die Technik wie lichtdurchlässige Röntgenbilder. Proposition Two zeigt Details eines Schädels und Einblicke in Hörsäle und Labors. In Proposition Three untersucht de Esteban das kalte, graue Innenleben von Handys und Tablets, sowie die ansteigende Vermischung von Körper und digitaler Technologien.
In Heads Will Roll, Teil vier der Serie, verwendet Esteban Fotocollagen, die aus Standaufnahmen von Filmszenen, Fotos von Blumen, sowie aus Textfragmenten bestehen. 
Heads will Roll wurde vom LensCulture magazine als Fotobuch des Jahres verzeichnet. Die dazugehörige New Yorker Ausstellung wurde auf dem Cover der September–Oktober 2015 Ausgabe des Photograph Magazine gezeigt (Volume 13, Nummer 1). ArtSlant beschrieb die Ausstellung als „must see exhibition“ in Nordamerika.

## Publikationen
- Elegies of Manumission. Nazraeli Press, USA 2012, ISBN 978-1-59005-337-9.
- Heads will Roll. Spicer House Editions, 2013, ISBN 8-46162636-2.
- Heads will Roll. Hatje Cantz, 2014, ISBN 978-3-7757-3899-6.
- Dictionary of Spanish Photographers. La Fábrica, Madrid 2014, ISBN 8-41569128-9.
- Propositions. La Fábrica, Madrid 2015, ISBN 978-84-16248-12-4

### Publikationen mit Beitrag von de Esteban
- Dictionary of Spanish photographers from XIX to XXI century. La Fábrica, Madrid 2014.

## Ausstellungen

### Einzelausstellungen
- Fotofestiwal, Vertige. Lodz, Polen, 2010[5]
- Spicer House, Don’t listen to me. Barcelona, Spanien, 2010
- Klompching Gallery, Proposition One, New York, 2011[6]
- Spicer House, Proposition One, Barcelona, Spanien, 2011
- Central European House of Photography, Elegies. Bratislava, Slowakei, 2012
- Festival de la Luz, Proposition One, Buenos Aires. Argentinien, 2102
- FotoQuartier Gallery, Elegies of Manumission, Wien, Österreich, 2013
- Uno Art Space, Propositions, Stuttgart, Deutschland, 2013
- Gallery NoW, Proposition One, Seoul, Korea, 2014
- PhotoVisa Festival of Photography, Heads will Roll, Krasnodar, Russland, 2014
- Deutsches Technik Museum, Vom Vergehen. Berlin, Deutschland, 2015[7]
- Klompching Gallery, Proposition Four, New York, 2015[8]
- La Fabrica, Heads will Roll, Madrid, Spanien, 2016[9]
- Fotofest Biennial, Heads will Roll, Houston, TX, 2016[10]
- Gallery NoW, Heads will Roll, Seoul, Korea, 2016[11]

### Gruppenausstellungen
- Fnac. Madrid and Barcelona, Spanien, 2011
- Fotoventas. Madrid, Spanien, 2011
- Photographers Network, Siegen, Deutschland, 2011[12]
- Klompching Gallery, Winter Salon. New York, 2012[13]
- Post Script, Cork, Irland, 2012
- Museum of Fine Arts Houston, Photo Forum, USA, 2012[14]
- Rencontres Internationales, Palais de Tokyo, Paris, 2012[15]
- Welde Kunstpreis, Alte Feuerwache, Heidelberg, Deutschland, 2013
- Premios Lux, 20 años, Palau Robert, Barcelona, Spanien, 2013[16]
- Rencontres Internationales, Haus der Kulturen der Welt, Berlin, Deutschland, 2013
- FestFoto-Diálogos Internacionais, Propositions, Porto Alegre, Brasilien, 2104
- Videos FestFoto, Proposition Two, Porto Alegre, Brasilien, 2014
- Darmstädter Tage der Fotografie, Darmstadt, Deutschland, 2014[17]
- SOAF. Gallery NoW, Seoul, Korea, 2014
- Gallery NoW, Modern Memories, Seoul, Korea, 2014
- Klompching Gallery, About Face:, New York, 2014[18]
- SOAF, Gallery NoW, Seoul, Korea, 2015[19]
- Institute of Contemporary Art, Relics, San Jose, USA, 2015[20]
- New Vision, Gallery NoW, Seoul, Korea, 2016

## Preise
- Grand Prix Jury's Special Award, Fotofestiwal 2010, Polen[21]
- National Award of Professional Photography, 2010, Spanien[22]
- Encontros da Imagem, 2011, finalist, Portugal[23]
- Rencontres Internationales 2012, Paris/Berlin/Madrid[24]
- Welde Kunstpreis, 2013, nominated, Deutschland[25]
- Gallery NoW Artist Award, 2014, Korea[26]
- LensCulture, 2014 photo-books of the year, for Heads will Roll[2]
- Discoveries of the Meeting Place exhibition, FotoFest 2016 Biennial, Houston, TX, 2016, for Proposition Four: Heads will Roll.[27]